# Rwanda na Letnich Igrzyskach Olimpijskich 1992
Rwandę na Letnich Igrzyskach Olimpijskich 1992 reprezentowało 10 zawodników: siedmiu mężczyzn i trzy kobiety. Był to 3 start reprezentacji Rwandy na letnich igrzyskach olimpijskich.

## Skład kadry

### Kolarstwo szosowe
Mężczyźni
- Faustin Mparabanyi - wyścig ze startu wspólnego indywidualnie - nie ukończył wyścigu,
- Emmanuel Nkurunziza - wyścig ze startu wspólnego indywidualnie - nie ukończył wyścigu,
- Alphonse Nshimiyiama - wyścig ze startu wspólnego indywidualnie - nie ukończył wyścigu,

### Lekkoatletyka
Kobiety
- Laurence Niyonsaba - bieg na 1500 m - odpadła w eliminacjach,
- Inmaculle Naberaho - bieg na 3000 m - odpadła w eliminacjach,
- Marcianne Mukamurenzi - bieg na 10 000 m - odpadła w eliminacjach,

Mężczyźni
- Alphonse Munyeshyaka - bieg na 1500 m - odpadł w eliminacjach,
- Seraphin Mugabo - bieg na 5000 m - odpadł w eliminacjach,
- Mathias Ntawulikura - bieg na 10 000 m - odpadł w eliminacjach,
- Ildephonse Sehirwa - maraton - 60. miejsce,